# Drusus monticola
Drusus monticola là một loài Trichoptera trong họ Limnephilidae. Chúng phân bố ở miền Cổ bắc.